# Dillon Hoogewerf
Dillon Ifunanya Chukwu Hoogewerf (Almere, 27 februari 2003) is een Nederlands-Nigeriaans voetballer die doorgaans speelt als vleugelspeler. In augustus 2024 verruilde hij Borussia Mönchengladbach voor Vitesse.

## Clubcarrière
Hoogewerf speelde bij FC Almere, voor hij in 2012 werd opgenomen in de jeugdopleiding van Ajax. Hier werd hij in 2019 weggehaald door Manchester United. Bij de Engelse club speelde hij tweeënhalf jaar, voor Borussia Mönchengladbach hem overnam. Hoogewerf kwam bij zijn nieuwe club te spelen in het tweede elftal, uitkomend in de Regionalliga West. Op dit niveau speelde hij in tweeënhalf jaar vierentwintig wedstrijden, met daarin één doelpunt.
Zijn contract werd in de zomer van 2024 ontbonden door Mönchengladbach, opdat hij voor twee seizoenen met een optie op een jaar extra kon tekenen bij het naar de Eerste divisie gedegradeerde Vitesse. Zijn debuut voor de Arnhemse club maakte Hoogewerf op 16 augustus 2024, toen door een doelpunt van Miliano Jonathans met 0–1 werd gewonnen op bezoek bij VVV-Venlo. De aanvaller mocht van coach John van den Brom in de basisopstelling beginnen en speelde het gehele duel mee.

## Clubstatistieken
| Seizoen | Club                   | Competitie        | Competitie | Competitie | Beker | Beker | Internationaal | Internationaal | Totaal | Totaal |
| Seizoen | Club                   | Competitie        | Wed.       | Dlp.       | Wed.  | Dlp.  | Wed.           | Dlp.           | Wed.   | Dlp.   |
| ------- | ---------------------- | ----------------- | ---------- | ---------- | ----- | ----- | -------------- | -------------- | ------ | ------ |
| 2021/22 | Borussia M'gladbach II | Regionalliga West | 4          | 0          | —     | —     | —              | —              | 4      | 0      |
| 2022/23 | Borussia M'gladbach II | Regionalliga West | 3          | 0          | —     | —     | —              | —              | 3      | 0      |
| 2023/24 | Borussia M'gladbach II | Regionalliga West | 17         | 1          | —     | —     | —              | —              | 17     | 1      |
| 2024/25 | Vitesse                | Eerste divisie    | 21         | 0          | 1     | 0     | —              | —              | 22     | 0      |
| Totaal  | Totaal                 | Totaal            | 45         | 1          | 1     | 0     | 0              | 0              | 46     | 1      |

Bijgewerkt op 16 juni 2025.